# Rigaudon

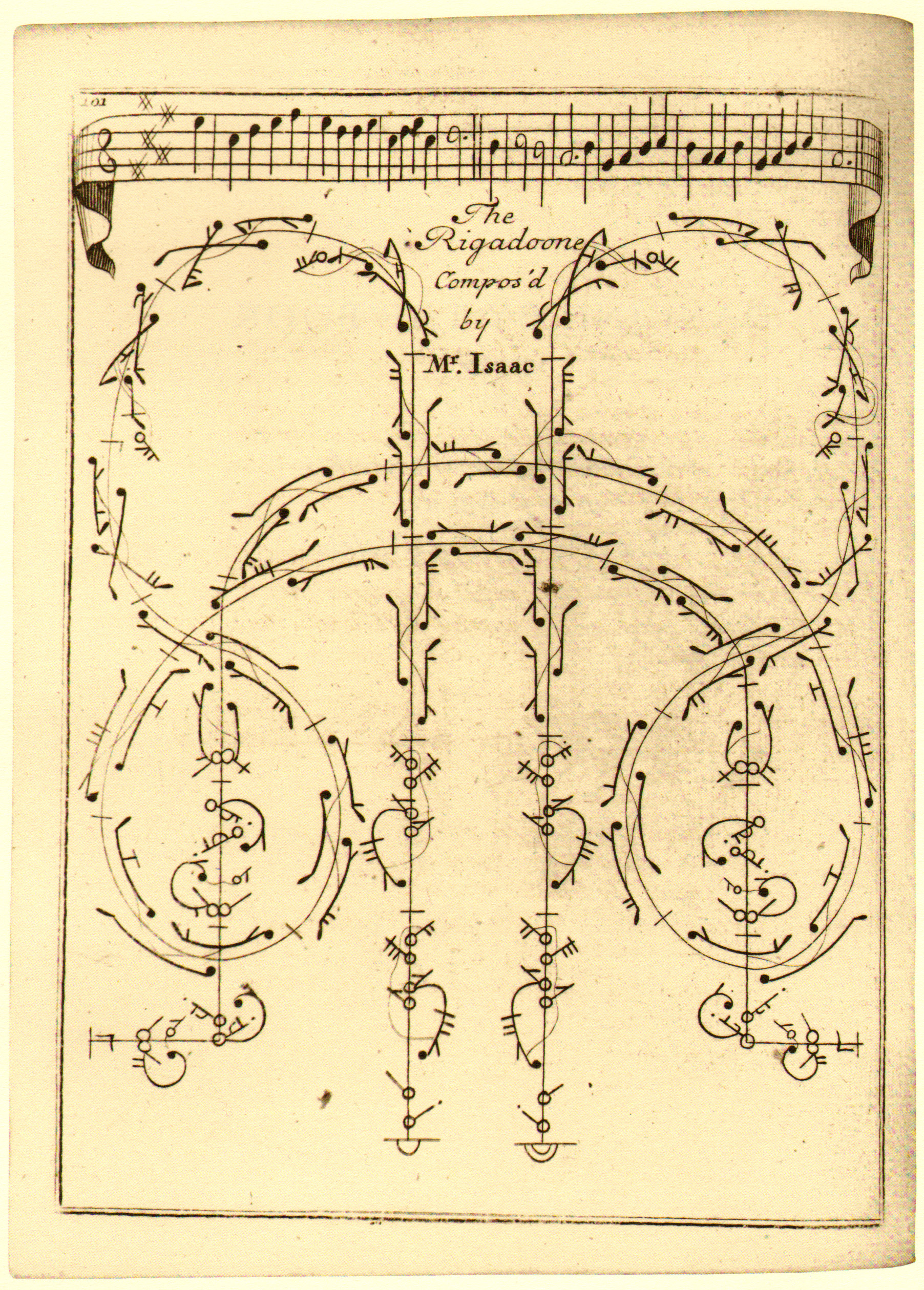
Choreografia do Rigaudona

Rigaudon – taniec pochodzący z XVII wieku z Prowansji. Z czasem wszedł w skład suity barokowej.
Rigadeau pojawił się także w baletach Jeana-Baptiste Lully'ego, André Campry, Jeana-Philippe'a Rameau oraz w muzyce François Couperina.
Do rigaudon nawiązuje muzyka nowsza, m.in. Suita "Z czasów Holberga" Edvarda Griega oraz Le Tombeau de Couperin Maurice'a Ravela.